# Croce di San Giorgio (Russia)
La croce di San Giorgio è una decorazione statale della Federazione Russa.

## Storia
La decorazione è stata istituita il 20 marzo 1992, su modello di una decorazione già esistente ai tempi dell'Impero.

## Classi
La decorazione dispone delle seguenti classi di benemerenza:
- I classe
- II classe
- III classe
- IV classe

| Insegne  | Insegne   | Insegne    | Insegne   |
| -------- | --------- | ---------- | --------- |
|          |           |            |           |
| Nastri   |           |            |           |
| I Classe | II Classe | III Classe | IV Classe |

## Assegnazione
La medaglia è assegnata a soldati, marinai, sergenti, sottufficiali, ufficiali e per azioni lodevoli in battaglia nella difesa della Patria, così come distinzione in battaglia sul territorio di altri Stati, nel mantenere o ristabilire la pace e la sicurezza internazionale con le istanze riconosciute di coraggio, dedizione e abilità militare.

## Insegne
- La  medaglia è una croce patente di 34 mm. All'intersezione delle braccia troviamo un medaglione con sul dritto san Giorgio a cavallo che uccide il drago. Il rovescio del medaglione centrale reca il monogramma cirillico dell'ordine di San Giorgio "SG" (in russo: «СГ»).
- Il  nastro è arancione con tre strisce nere, identico a quello dell'ordine di San Giorgio.